# Passo Dordona
Il passo Dordona (o passo di Dordona) è un valico nelle Alpi Orobie che mette in comunicazione l'alta Val Brembana, in provincia di Bergamo, con la val Madre, laterale della Valtellina, in provincia di Sondrio.
Situato a un'altitudine di 2061 metri s.l.m., è raggiungibile tramite una strada agro-silvo-pastorale inaugurata nel 2003 ed accessibile tramite un permesso da richiedere ad uno dei due comuni montani, e da alcuni sentieri del Club Alpino Italiano.
Sul versante valtellinese a circa 1.5 km dal passo, ad un'altitudine di 1935 metri, è presente il rifugio omonimo, aperto nei mesi estivi.
Nei pressi del passo sono ancora visibili alcune fortificazioni, trincee e cunicoli risalenti alla prima guerra mondiale, che sarebbero dovuti servire come seconda linea difensiva in caso di sfondamento austriaco.
La strada del Passo Dordona è una delle strade bianche della Lombardia. È percorribile anche in moto con le dovute precauzioni e l'equipaggiamento adeguato. La strada, se si parte da Fusine, è un’escalation di difficoltà: si affronta dello sterrato semplice che si inerpica dolcemente per il bosco fino al rifugio. Dal passo si scende verso Foppolo con maggiore difficoltà. Si consiglia di percorrere il percorso al contrario: dalla Val Brembana alla Valtellina.

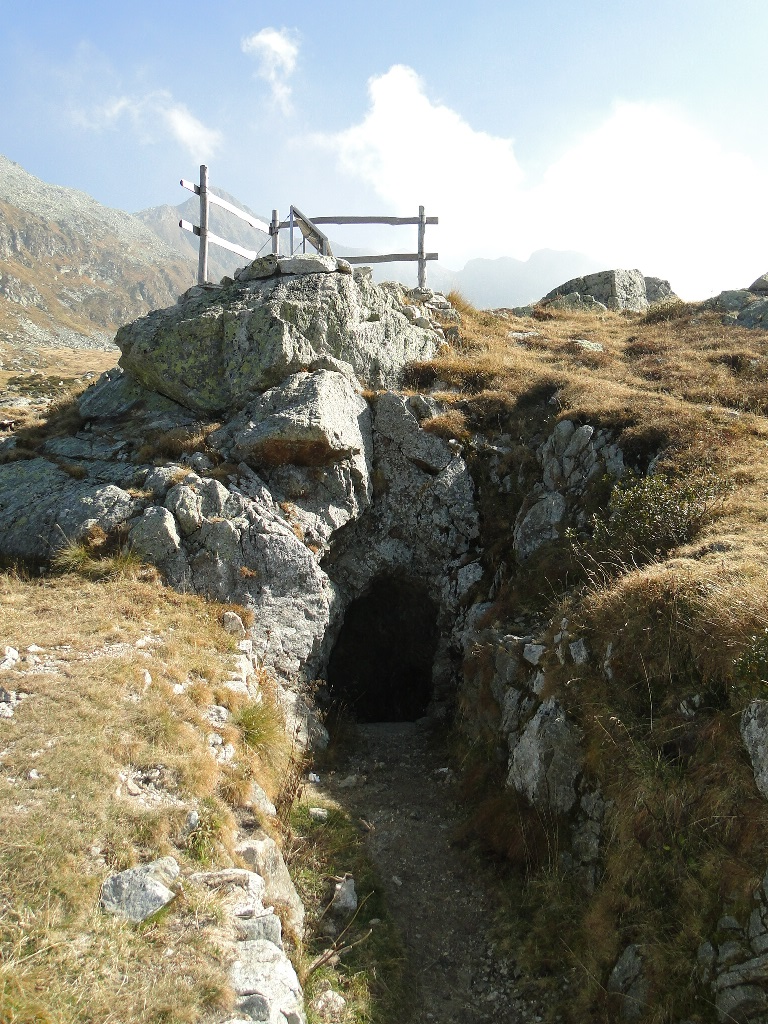
Le trincee della linea Cadorna